# Hulda Regehr Clark
Pour les articles homonymes, voir Clark.
Hulda Regehr Clark (18 octobre 1928 - 3 septembre 2009,) était une naturopathe canadienne et praticienne de la médecine alternative. Clark soutenait que toute maladie humaine était due à une infection parasitaire, et prétendait pouvoir soigner toutes les maladies, y compris le SIDA et le cancer, en détruisant ces parasites en les « zappant » avec des instruments électriques dont elle faisait la promotion. Clark écrivit plusieurs livres dans lesquels elle décrit ses méthodes et ses cas cliniques aux États-Unis. À la suite d'une succession de difficultés judiciaires et d'actions provenant de la Federal Trade Commission, elle déménagea à Tijuana (Mexique) où elle administra la clinique Century Nutrition.
Les déclarations de Clark furent démenties, et ses instruments désapprouvés, par des autorités reconnues allant de la Federal Trade Commission des États-Unis, à la Food and Drug Administration, ainsi que par des figures des médecines alternatives comme le Dr Andrew Weil. Ceux-ci jugent les travaux de Clark comme infondés scientifiquement, « bizarres », et potentiellement frauduleux. 
Dans ces travaux on peut noter, le travail sur la fréquence électrique avec son influence sur l'organisme et plus précisément les cellules organiques, avec un appareil connu sous le nom Zappeur. Le but de cet appareil est d'émettre une fréquence parasite, généralement 30 Khz, positive, avec un offset de 0,25 V pour stimuler le système immunitaire et affaiblir les parasites. De nombreux sites, continuent d'informer sur les travaux de la Dr clark. 
Clark meurt le 3 septembre 2009 d'un cancer du sang et des os,.